# سکه‌های ایلخانی
سکه‌های ایلخانی مجموعه‌ای از سکه‌های تاریخی گوناگون‌اند که در دوران استیلای ایلخانان مغول بر فلات ایران ضرب شده‌اند و شامل انواع طلا، نقره و مس می‌شوند. با پذیرش آغاز اصلاحات پولی در زمان غازان خان به‌عنوان یک نقطه عطف تاریخی، این سکه‌ها به دو گروه متقدم (۱۲۵۶ تا ۱۲۹۷ م) و متأخر (۱۲۹۷ تا ۱۳۳۵ م) قابل تقسیم هستند. از لحاظ تنوع طرح‌ها و زیبایی خطوط و نقوش، سکه‌های ایلخانی جزو بهترین سکه‌های اسلامی ایران محسوب می‌شوند.

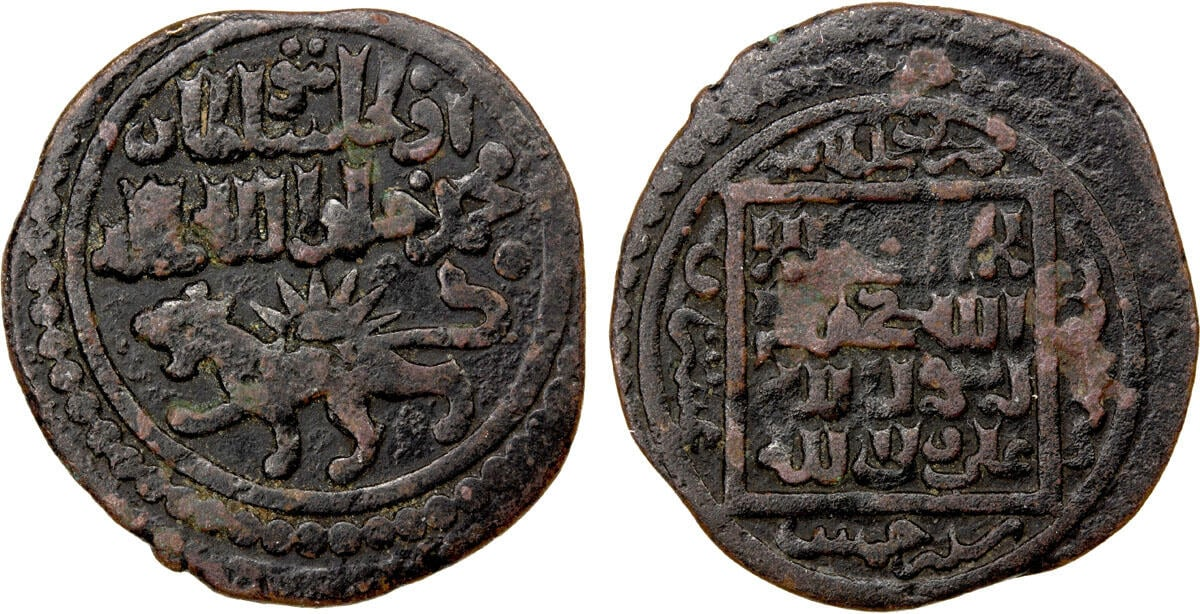
سکه فلوس ضرب سلطانیه به‌تاریخ سال ۷۱۵ ه‍.ق. روی سکه منقوش به نسخه شیعی شهادتین است و پشت آن نوشته‌شده: «اولجایتو سلطان محمد خلد الله ملکه.»

برداشت عمومی از نظام پولی ایلخانی این است که تک‌فلزی و برپایه نقره بوده، ولی برخی پژوهشگران نیز آن را یک نظام پولی دوفلزی برپایه طلا و نقره، یک نظام پولی دوفلزی ولی با پایه اصلی نقره و حتی یک نظام پولی سه‌فلزی (شامل مس) دانسته‌اند. وجود تنها تعداد کمی سکه طلای شناخته‌شده از این دوره و عدم وجود معیاری مشخص برای سنجش نسبت ارزش بین سکه‌های طلا و نقره در دوره ایلخانی، مهم‌ترین دلایلی است که سبب‌شده استفاده از سکه‌های طلا در این دوره را بیشتر تشریفاتی و در حد نوعی کالای تجملی و دارای پرستیژ بدانند. مهم‌ترین دلایل مخالفان برای رد نظریه اشاره‌شده نیز استناد به وجود سکه‌های طلای شناخته‌شده از این دوره در کنار برخی اشارات منابع تاریخی دوره ایلخانی به‌کاربرد سکه‌های طلا در کارهای دیوانی و تجاری است. برای نمونه اشاراتی که تاریخ وصاف به نقش سکه‌های طلا در انجام تجارت دریایی فارس کرده‌است.
در دوره ایلخانی به‌تدریج بر تعداد ضرابخانه‌ها افزوده شد و در زمان ابوسعید بهادرخان به بیش از ۱۰۰ ضرابخانه رسید. به‌احتمالی، نیمی از این تعداد در آناتولی شرقی و منطقه جزیره بوده‌اند و بقیه نیز در دیگر بخش‌های امپراتوری ایلخانی قرار داشتند. علی‌رغم فروپاشی دولت ایلخانان در نیمه نخست سده ۱۴ م، شیوه‌های ضرب سکه آن‌ها همچنان الگوی اصلی سکه‌های ایرانی در دوره ملوک‌الطوایفی پس از ایلخانان تا زمان یورش‌های تیمور گورکانی باقی ماند.
سنگین‌ترین سکه‌های ایلخانی شناخته‌شده به‌ترتیب یک سکه نقره از دوره ابوسعید بهادرخان به‌تاریخ سال ۷۲۴ ه‍.ق و ضرب تبریز به‌وزن ۱۰۳٫۶۵ گرم و یک سکه طلا از دوره اولجایتو به‌تاریخ سال ۷۱۰ ه‍.ق و ضرب بغداد به‌وزن ۱۰۱٫۴۸ گرم هستند.

## پیشینه

### دوره متقدم

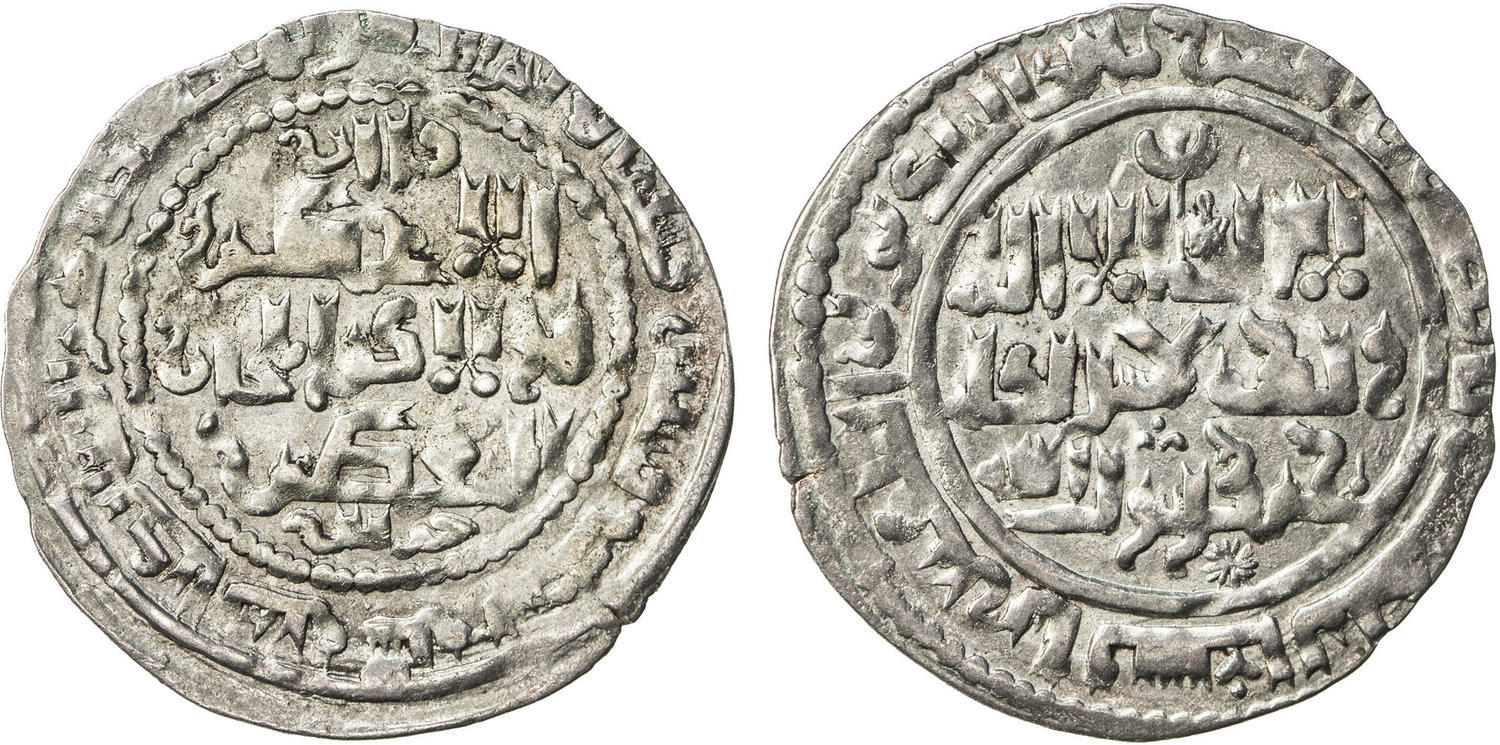
درهم ضرب ارومیه به‌سال ۶۶۹ ه‍.ق. روی سکه منقوش به شهادتین و پشت سکه دارای این عبارت است: «قاآن الاعظم هولاکو ایلخان المعظم.»

نخستین سکه‌های این دوره مشابه سکه‌های حکومت‌های پیشین در ایران بودند، با این تفاوت که در این سکه‌ها نام خاقان (منگوقاآن) و نام ایلخان (هولاکو) جایگزین نام‌های خلیفه و سلطان شده‌بودند. بااین‌حال سکه‌های جدید صرفاً دنباله سکه‌های پیشین نیستند. ثبت آیه ۲۶ سوره آل عمران بر این سکه‌ها نشان می‌دهد که از ابتدا حاکمان مغول با شعائر اسلامی آشنا بوده و با بهره‌گیری از آن‌ها سعی در توجیه حکومت خود بر مسلمانان را داشته‌اند. ضرب سکه به نام هولاکو تا سال‌ها پس از مرگ او نیز تداوم پیدا کرد. آخرین سکه‌هایی که نام هولاکو را برخود دارند، مربوط به ماردین و به‌تاریخ سال ۶۷۹ ه‍.ق هستند. نام اباقا، پسر و جانشین هولاکو، از سال ۶۶۴ ه‍.ق به‌تدریج بر سکه‌ها ظاهر شد و نخستین شهری که به نام او سکه ضرب کرد بغداد بود. اینکه چرا ضرب سکه به نام هولاکو در بخش غربی قلمروی ایلخانان تا سال‌ها پس از مرگش تداوم یافته مشخص نیست. در تعدادی از سکه‌های پسامرگ هولاکو، نام منگوقاآن نیز درج گردیده، درحالی‌که برخی دیگر تنها عنوان قاآن را برخود دارند. در همان زمان و چند سالی پس از آن، در مرو، دامغان، اسفراین، جرجان و تفلیس، سکه‌هایی تولید می‌شدند که عموماً فاقد نام حاکم و تاریخ ضرب بودند و تنها عنوان «قاآن العادل» را برخود داشتند.
تا انتهای دهه ۱۲۷۰ میلادی، ضرب سکه‌های نقره در تمام ایران رایج شده‌بود. به‌موازات این مسئله، ضرب سکه‌های طلا و مس نیز درحال افزایش بود. نخستین کوشش برای یکسان‌سازی سکه‌ها، همان هنگام و با ترویج سکه‌های دوزبانه مغولی-عربی صورت گرفت. این سکه‌ها نخستین‌بار سال ۶۷۴ ه‍.ق (۱۲۷۵ م) در تبریز ضرب شدند و در ابتدا نیز تنها سکه محلی تبریز محسوب می‌شدند، اما در طول دو دهه بعد از این تاریخ، به‌تدریج ضربشان در بیشتر ایران رواج یافت. یک‌سوی سکه‌های مذکور دارای متن شهادتین همراه با تاریخ و محل ضرب به خط کوفی بودند و بر سوی دیگرشان عبارات مغولی با خط اویغوری ثبت می‌شدند. از سال ۶۸۰ ه‍.ق اهالی گرجستان که مسیحی بودند اجازه یافتند تا به‌جای درج متن شهادتین، عبارت «بسم الاب و الابن و روح القدس (تثلیث)» را بر سکه‌های گرجی بیاورند. بدین‌ترتیب از این تاریخ تا سال ۶۹۸ ه‍.ق، گرجستان به تنها بخش قلمروی ایلخانان تبدیل شد که شعائر اسلامی بر سکه‌هایش درج نمی‌شدند. سکه‌های مذکور دارای نقش صلیب نیز بودند که در دوره سلطنت احمد تگودار برای مدت کوتاهی با ستاره جایگزین شد و نشان می‌دهد که تگودار به‌عنوان نخستین ایلخان مسلمان کوشیده تا نمادهای مسیحی را از سکه‌ها بزداید. سکه‌های گرجی منقوش به متن تثلیت دارای یک‌سوی مغولی نیز هستند که شامل عبارات رایج سکه‌های ایلخانی می‌شود. این سکه‌ها امروزه به «سکه‌های گرجی-هولاکویی» نامورند و شامل انواع نقره و مس می‌شوند.
میانگین وزن در نمونه‌های طلا از سکه‌های دوزبانه مغولی-عربی در زمان اباقا و جانشینانش تا پیش از غازان، برابر ۴٫۲۸ گرم است؛ وزن ایده‌آل آن‌ها مطابق مثقال مغولی بایستی ۴٫۴۸ گرم باشد. نمونه‌های نقره از همین سکه‌ها با وزن کمی بیش از نصف مثقال مذکور ضرب می‌شدند و میانگین وزن ۲٫۴۳ گرم دارند. از سال ۶۸۳ ه‍.ق (۱۲۸۴ م)، مثقال معیار سکه‌های نقره به‌وزن ۴٫۲۴ تغییر کرد و سکه‌های نقره با کمی افزایش وزن به میانگین ۲٫۴۷ گرم رسیدند. بدین‌ترتیب از این تاریخ تا دوره غازان، سکه‌های طلا و نقره استاندارد هر کدام با مثقال ویژه خود ضرب می‌شدند. نوشته‌های مغولی این سکه‌ها، وفاداری ایلخان به خاقان دودمان یوآن را اعلام می‌کردند.

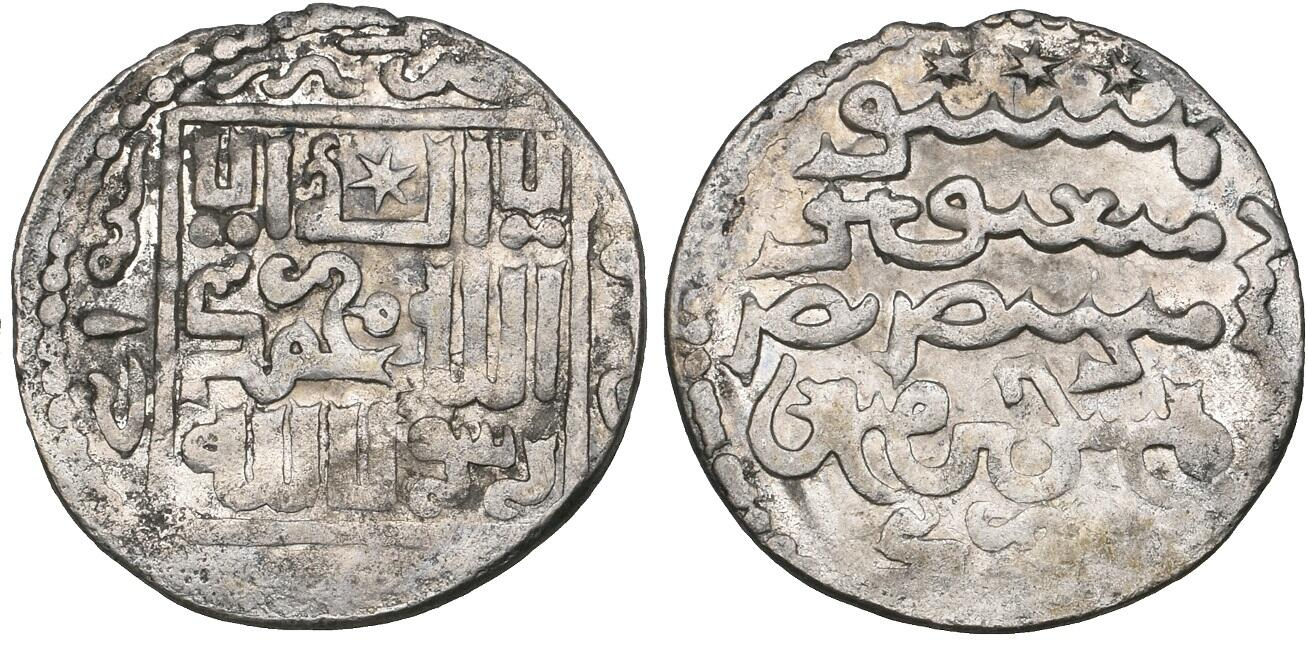
سکه نقره احمد تگودار، ضرب تبریز به‌سال ۶۸۲ ه‍.ق. پایین بخش مغولی سکه که تا حدود زیادی مخدوش است، نام احمد به خط کوفی آمده‌است.

از زمان احمد تگودار نام ایلخان بر سکه‌های دوزبانه مغولی-عربی با الفبای عربی نیز ثبت می‌شد تا عموم مردم بتوانند نام فرمانروا را در سکه‌ها تشخیص دهند. مورد جالب‌توجه در این زمینه گیخاتو است که به‌جای نام خودش، لقب بودایی تبتی «ایرنجین تورجی (جواهری از الماس)» را با دو خط اویغوری و عربی بر سکه‌ها ثبت می‌کرد.
بااین‌که عربی و پس از آن مغولی زبان‌های چیره بر سکه‌های ایلخانی محسوب می‌شوند، سکه‌هایی نیز وجود دارند که دارای اصطلاحات و عبارات فارسی هستند. برای نمونه در سکه‌هایی که پادشاه خاتون در کرمان ضرب کرده، از ایلخان وقت با عنوان «گیخاتو پادشاه جهان خداوند عالم» یاد شده‌است. همچنین اصطلاحات «پادشاه جهان» و «پادشاه عالم» از زمان اباقا جزو عناوین معمول برای معرفی قاآن و گاهی حتی معرفی ایلخان بوده‌است.
با روی‌کار آمدن غازان، عنوان قاآن که اشاره‌ای به خاقان مغول بود از سکه‌ها برداشته شد. ایلخان جدید برای نمایش اقتدار و مشروعیتش شروع به ثبت چندین عنوان افتخاری مختلف مانند «پادشاه جهان»، «پادشاه اسلام»، «شهنشاه اعظم» و «سلطان الاسلام» بر سکه‌هایش کرد. هرچند که پس از تثبیت حکومتش و آغاز اصطلاحات پولی تنها به ذکر نام «غازان محمود» بر سکه‌ها اکتفا کرد. در گرجستان به‌دلیل اختلاف با اردوی زرین و لزوم پشتیبانی سیاسی خاقان برای حاکمیت بر آن سرزمین، ضرب سکه‌ها تا مدتی با همان فرمول سنتی «ضرب سکه توسط ایلخان به نام خاقان» ادامه یافت. از سال ۶۹۸ ه‍.ق تا ابتدای پادشاهی اولجایتو، طی یک روند چند ساله، سکه‌های اصلاحی به‌تدریج جایگزین سکه‌های گرجی-هولاکویی شدند.

### دوره متأخر
تا آغاز زمامداری غازان خان، ایلخانان با وجود کوشش‌هایی موفق به یکسان‌سازی سکه‌ها نشدند. بنابر نوشته‌های رشیدالدین فضل‌الله همدانی، تا زمان غازان در روم، فارس، کرمان، گرجستان و ماردین به نام حکام محلی و با عیار ویژه خودشان سکه می‌زده‌اند. به‌دنبال اصلاحات غازان یک واحد پول نقره همگانی برپایه درهم در سال ۶۹۶ ه‍.ق (۱۲۹۷ م) با استاندارد وزن نیم مثقال (۱۲ نخود)، یعنی حدود ۲٫۱۶ گرم شکل گرفت که انواع ربع، نیم، دو و شش درهمی نیز داشت. سکه شش درهمی را با نام دینار می‌شناختند. به‌جز سکه‌های یک و دو درهمی، تولید سایر گونه‌های این پول محدود بوده‌است. سکه‌های طلا همچنان فاقد معیار وزنی مشخص بودند، اما بیشتر در اوزان ۴٫۳ و ۸٫۶ گرم، یعنی برابر با یک و دو مثقال ضرب می‌شدند. سکه‌های طلا را به‌منظور تمایز از دینارهای نقره (شش درهمی) با نام «دینار زر» می‌شناختند. بنابر تاریخ وصاف، ارزش نقدی هر مثقال طلا در زمان غازان خان برابر با چهار دینار و ارزش نقدی هر مثقال نقره برابر با یک دینار بوده‌است. ضرب سکه‌های مسی یا فلوس در حد مصارف خرد محلی با اوزان و شکل‌های گوناگون باقی ماند. احتمالاً ارزش هر سی سکه مسی برابر با یک درهم بوده‌است.

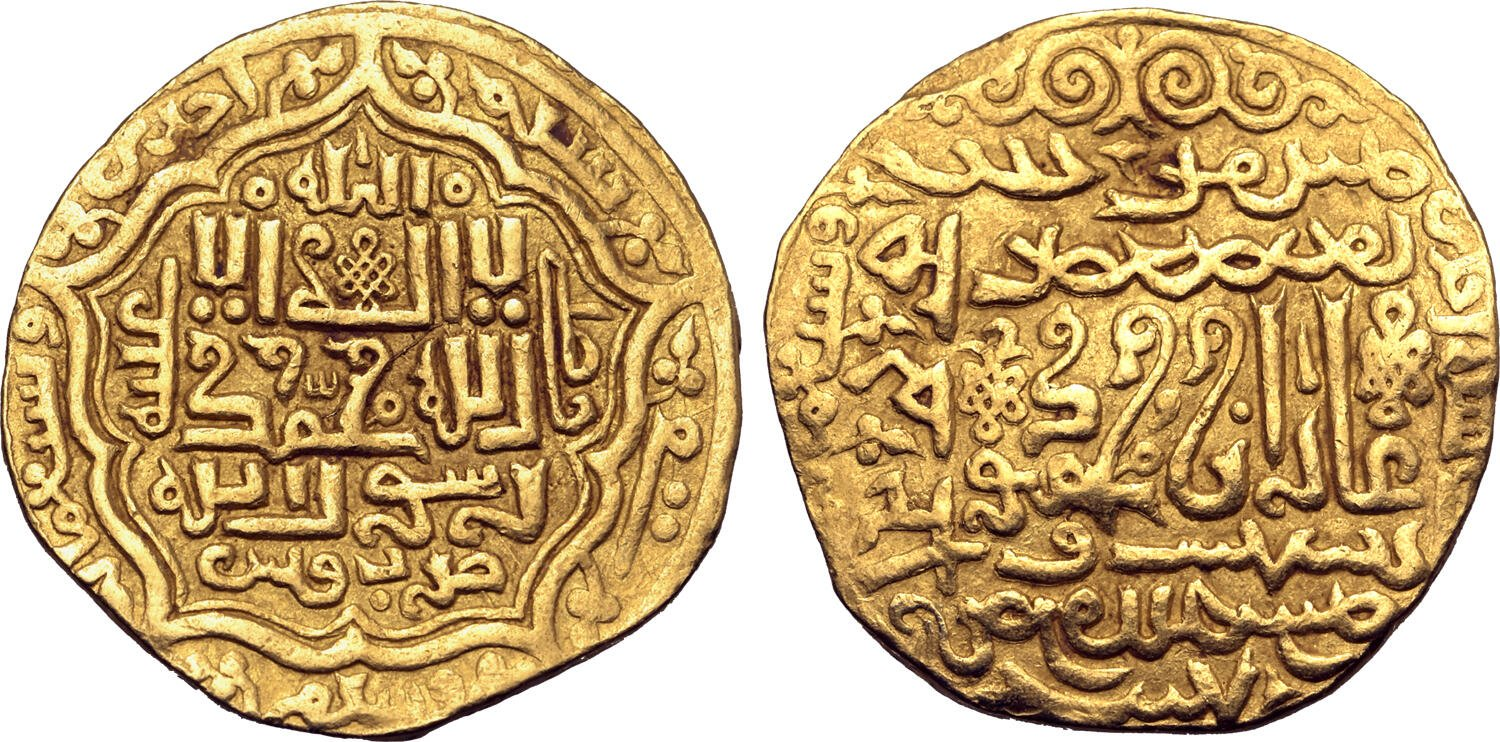
دینار زر غازان به‌وزن نزدیک به دو و نیم مثقال، ضرب جزیره کیش به‌سال ۷۰۱ ه‍.ق. در حاشیه سمت چپ نام غازان محمود که میان نوشته‌های اویغوری سکه با خط کوفی آمده، نشان‌واره سه حرفی دیده می‌شود.

سکه‌های اصلاحی غازان مانند پیشینیانش مغولی-عربی هستند، ولی به‌جای اظهار تبعیت و وفاداری به خاقان، این عبارت را برخود دارند: «غازان با اتکا به نیروی ایزدی سکه ضرب کرد.» با پایان دوره غازان، ثبت عبارات مغولی بر سکه‌های ایلخانی متوقف شد. تنها در سکه‌های نوع دوم اولجایتو که میان سال‌های ۷۰۹ تا ۷۱۳ ه‍.ق ضرب شده‌اند، حاشیه‌شان به خط اویغوری نام «سلطان اولجایتو»، به‌صورت Öljeitü Sultan ثبت شده‌است. بر سکه‌های اصلاحی غازان یک نشان‌واره سه حرفی است که دربارهٔ ماهیت آن اختلاف نظر گسترده وجود دارد. مشابه این سه حرف در سکه‌های ایلخانان دیگر دیده نشده‌است. رشیدالدین فضل‌الله همدانی به این نشان‌واره کوتاه اشاره کرده: «و نشانی بر آن (سکه) کرد که هر کس را آن نشان‌کردن میسر نشود…» بنابراین مطابق نوشته وی، این نشان‌واره برای جلوگیری از جعل‌کردن سکه‌ها نقش شده‌است.
در زمان اولجایتو و ابوسعید، سکه‌های نقره با سه موج کاهش وزن در سال ۷۱۳، دهه ۷۲۰ و سال ۷۳۴ ه‍.ق مواجه شدند که وزن آن‌ها را به‌ترتیب به ۱۱، ۱۰ و ۹ و درنهایت ۸ نخود کاهش داد. این موج‌های کاهش وزن را احتمالاً بتوان ناشی از نابسامانی‌های سیاسی داخلی و درگیری‌های مرزی خارجی دانست. از نظر شکل، سکه‌های اولجایتو دارای ۳ و سکه‌های ابوسعید دارای ۸ نوع مختلف‌اند که در زمان‌های متفاوتی ضرب شده‌اند. ۲ نوع متأخر از سکه‌های اولجایتو مربوط به دوره پس از شیعه‌شدن او در سال ۷۰۹ ه‍.ق هستند که برخلاف نوع نخست سکه‌های او و همچنین بخش اعظم سکه‌های پسرش به‌جای نام‌های خلفای راشدین، نام‌های دوازده امام را برخود دارند. بنابر نوشته‌های رشیدالدین، ظاهراً در زمان غازان خان نیز نوعی دینار زر به نام «درست طلا» به‌وزن صد مثقال وجود داشته که آیات قرآن و نام‌های دوازده امام همراه با نام غازان به خطوط گوناگون بر آن ثبت می‌شده‌است. این‌گونه سکه‌های طلا به‌عنوان پاداش به کسانی که مورد توجه پادشاه قرار می‌گرفتند اعطا می‌شده‌است. ثبت شعائر شیعی بر سکه‌های ایلخانی نخستین‌بار در سکه‌های ضرب استرآباد (که بیشتر اهالی آن شیعه بودند) و در زمان حکومت ارغون خان با درج شعار «علی ولی‌الله» بر سکه‌ها رخ داد. در دوره اولجایتو و ابوسعید، نام پادشاه معمولاً همراه با مجموعه‌ای از عناوین سلطنتی پرطمطراق و بلندپروازانه بر سکه‌ها درج می‌شد.

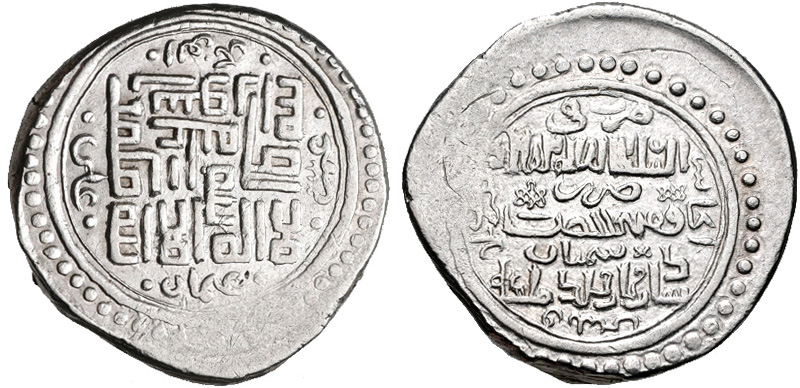
شش درهمی ابوسعید بهادرخان، ضرب تفلیس به‌سال ۳۳ از گاه‌شماری ایلخانی.

در آخرین نوع از سکه‌های ابوسعید، نام او با خط اویغوری به‌صورت Busayid نوشته‌شده که نشان‌دهنده بازگشتی به سبک قدیمی ضرب سکه‌های ایلخانی است. نوع تاریخ به‌کاررفته در این سکه‌ها هجری قمری نیست، بلکه تاریخی به مبدأ ۱ رجب سال ۷۰۱ ه‍.ق یا به‌احتمال دیگر ۱۳ رجب سال ۷۰۱ ه‍.ق است که در زمان غازان خان ساخته‌شده و «گاه‌شماری ایلخانی» خوانده می‌شود. بدین‌ترتیب آخرین سکه‌های ابوسعیدی در سال‌های ۳۳ (۷۳۴ و ۷۳۵ ه‍.ق) و ۳۴ (۷۳۵ و ۷۳۶ ه‍.ق) از گاه‌شماری ایلخانی ضرب شده‌اند.

## تزئینات
دوره فرمانروایی مغولان بر ایران با معرفی خط اویغوری به سکه‌ها همراه بود. نوعی از خوش‌نویسی کوفی، نامور به خط بنایی نیز در اواخر دوره ایلخانی برای درج متن شهادتین بر روی سکه‌ها به‌کار می‌رفت. برخی نقوش هندسی به‌کاررفته برای تزئین سکه‌ها، در آثار مربوط به کاشی‌کاری‌های این دوره نیز قابل مشاهده‌اند.
مطابق الگوی معمول سکه‌های اسلامی، بیشتر سکه‌های ایلخانی فاقد نقوش انسانی، جانوری و گیاهی‌اند. بااین‌حال شمار قابل‌توجه‌ای از سکه‌ها، به‌ویژه سکه‌های مسی، دارای نقوش موجودات زنده‌اند. از میان این نقوش، دست‌کم تعدادی بیانگر نمادهای بروج دوازده‌گانه و گاه‌شماری جانوری هستند و سایرین نیز به‌احتمالی باورهای محلی یا نمادهای ویژه شهرهای ضرب‌کننده سکه‌ها را نشان می‌دهند. روی شماری از سکه‌های هولاکو، نقش تمغایی هلالی‌شکل وجود دارد.
در دوره ایلخانی و در زمان زمامداری اباقا برای نخستین‌بار نقشی از شیر و خورشید بر سکه‌های ایرانی نقر گردید. شواهد نشان می‌دهند که نخستین‌بار کیخسرو دوم، یکی از سلاطین سلجوقی روم اقدام به ضرب سکه با نقش شیر و خورشید کرده‌است. بدین‌ترتیب وجود این نقش در سکه‌های ایلخانی شاید متأثر از سکه‌های سلجوقی باشد.